# Дронин, Николай Михайлович
Дронин Николай Михайлович — российский географ. Кандидат географических наук, специалист в области геоэкологии.

## Биография
Научные интересы: Глобальные экологические проблемы, международная экологическая политика, прогнозы изменения климата, продовольственная безопасность, сценарии регионального развития.
Кандидат географических наук (1999).
Тема кандидатской диссертации: Эволюция ландшафтной концепции в русской и советской географии в 1900—1960 гг.
Заведует лабораторией кафедры физической географии мира и геоэкологии (бывшая кафедра физической географии зарубежных стран) географического факультета МГУ.
Автор курсов лекций по геоэкологии и геополитике
Автор более 70 научных работ.

## Книги
- Лосев К. С., Мнацаканян Р. А., Дронин Н. М. «Возобновляемые ресурсы: региональный анализ». Москва: ГЕОС, 2005, 190 с.
- Дронин Н. М. «Эволюция ландшафтной концепции в русской и советской географии (1900—1960 гг.)». Москва: ГЕОС, 1999, 232 с.
- Дронин Н. М., Кириленко А. П. «Роль климатического и политэкономического факторов в динамике урожайности зерновых в отечественной истории XX века». Вестник МГУ сер. 5, география, 2012, 5, с. 13-18

И др.